# Диков, Антон
Анто́н Венцесла́вов Ди́ков (болг. Антон Диков; 29 июля 1938, София, Болгария — 16 октября 2004) — болгарский пианист и педагог. Народный артист НРБ.

## Биография
В 1961 году окончил Болгарскую консерваторию по классу Любы Енчевой (фортепиано). В 1964—1965 годах стажировался в Париже у Артура Рубинштейна и Робера Казадезюса (фортепиано) и брал уроки композиции у Нади Буланже. Много гастролировал, в частности, в СССР (с 1963). В репертуаре — сочинения Баха, Моцарта, Бетховена, Чайковского, Прокофьева, Шостаковича, а также болгарских композиторов. Член жюри многих международных конкурсов. С 1974 года преподавал в Болгарской консерватории (фортепиано). Среди учеников — Диляна Трачева.

## Награды
- 1956 — лауреат Международного конкурса имени Ференца Листа в Будапеште
- 1960 — премия имени И. С. Баха на Международном конкурсе в Лондоне
- 1962 — премия Международного конкурса в Рио-де-Жанейро
- 1963 — 3-я премия на Международного конкурса пианистов и скрипачей имени М. Лонг — Ж. Тибо в Париже
- 1981 — Народный артист НРБ
- 1986 — Димитровская премия